# Skipper (poupée)
Pour les articles homonymes, voir Skipper (homonymie).
Skipper est une poupée mannequin créée par Mattel en 1964 pour être la sœur cadette de Barbie. Skipper est généralement représentée comme une préadolescente avec des cheveux blonds ou bruns. Au fil des années, elle a connu de nombreuses variations de style et de vêtements pour refléter les tendances de l'époque.

## Histoire
L'apparence de Skipper a considérablement changé depuis son introduction. La première poupée Skipper avait huit ans. Elle a été conçue en réponse aux demandes des consommateurs que Barbie ait des enfants et Mattel a estimé qu'une petite sœur serait un meilleur choix à la place. Skipper a ensuite été changée en adolescente ; ce changement a été matérialisé par une poupée controversée, appelée « Growing Up Skipper », dont les seins grossissent.
Mattel a redessiné Skipper en 2009, ajoutant une mèche violette à ses cheveux et lui attribuant une personnalité férue de technologie. Selon sa biographie fictive, Skipper se qualifie de jeune fille qui aime les ordinateurs les gadgets et s'essaie aux dernières technologies. Dans les films d'animation de Barbie, elle aime travailler sur son blog photo.